# 75 (số)
75 (bảy mươi lăm) là một số tự nhiên ngay sau 74 và ngay trước 76.